# Scheune Wriethstraße 30
Die Scheune Wriethstraße 30 im Marschland in der niedersächsischen Gemeinde Hechthausen-Kleinwörden, Samtgemeinde Hemmoor, im Landkreis Cuxhaven, stammt aus dem 19. Jahrhundert.
Aktuell (2024) wird sie als Ferienhaus genutzt.
Das Gebäude steht unter Denkmalschutz (siehe auch Liste der Baudenkmale in Hechthausen).

## Geschichte und Beschreibung
Hechthausen wurde 1233 als Hekethusen zum ersten Mal erwähnt. Adelsfamilien besaßen hier mehrere Rittergüter. Das nordöstliche Dorf Kleinwörden (wörden = Wurt) gehört seit 1972 zu Hechthausen.
Nördlich, weit abseits der Straße steht eine ehemalige Hofstelle, der Berthof.
Das eingeschossige giebelständige freistehende Gebäude als Zweiständer-Hallenhaus, in gleichmäßigem Gitterfachwerk mit Steinausfachungen, reetgedecktem Satteldach sowie der Grooten Door mit Korbbogen wurde 1850 als Kruppscheune gebaut. Die Scheune steht firstparallel zum nicht denkmalgeschütztem Haupthaus. Die Viehscheune wird in Nordniedersachsen als Kruppscheune (plattdeutsch: Kruppschüün) bezeichnet. Sie wurde zum Ferienhaus umgebaut.
Das Landesdenkmalamt befand u. a.: „… ortsgeschichtlicher, gebäudetypischer, orts- und hofbildprägender Zeugniswert …“